# ユナイテッド航空227便墜落事故
ユナイテッド航空227便墜落事故（ユナイテッドこうくう227びんついらくじこ）は、1965年11月11日にアメリカ合衆国のソルトレイクシティで発生した航空事故である。
ラガーディア空港からサンフランシスコ国際空港へ向かっていたユナイテッド航空227便（ボーイング727-22）が経由地のソルトレイクシティ国際空港の滑走路の手前100m地点に墜落した。乗員乗客91人中43人が死亡した。
ボーイング727では1965年から1966年にかけて墜落事故が多発していた。いずれも着陸または着陸進入中に発生しており、辺りが薄暗い時間帯に発生していた。
この事故はボーイング727で発生した3番目の墜落事故であり、ユタ州で発生した航空事故としては当時2番目に死者数の多いものとなった。

## 飛行の詳細

### 事故機

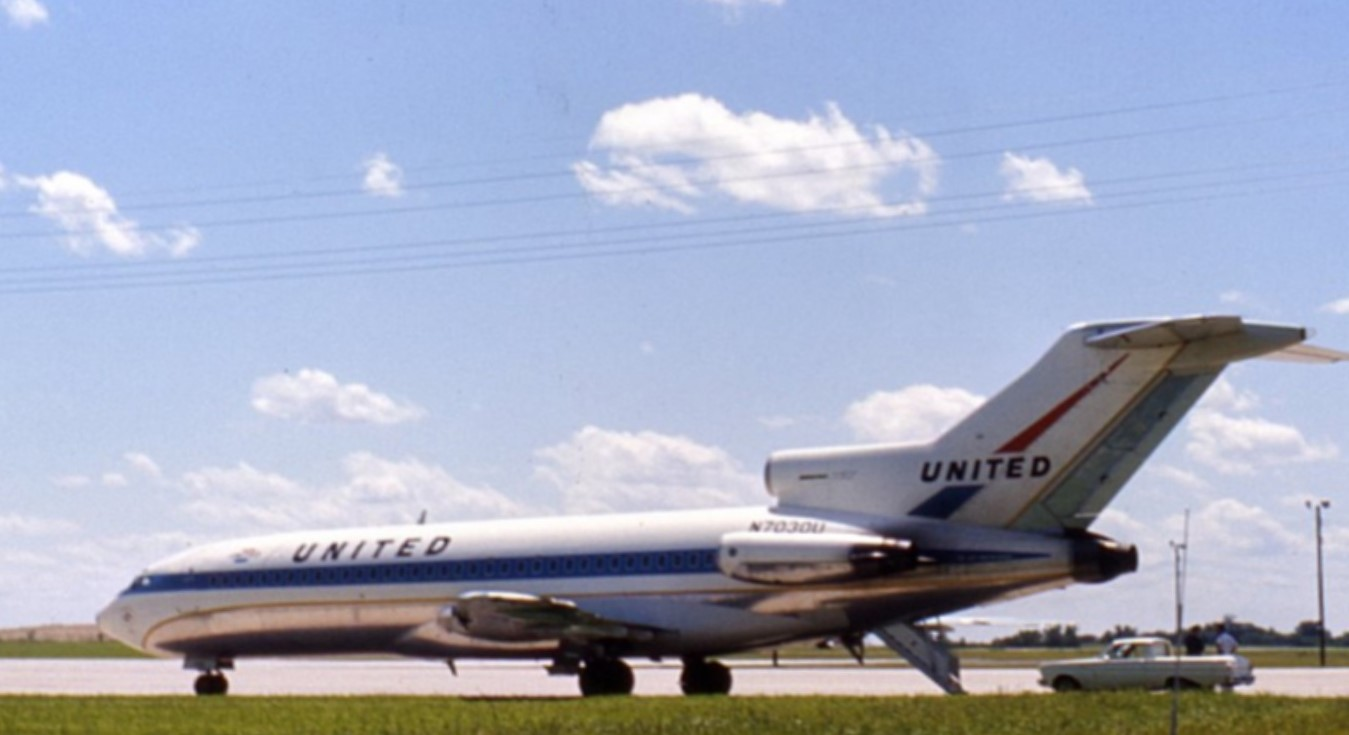
1965年7月に撮影された事故機

事故機のボーイング727-22（N7030U）は1965年2月22日に製造され、同年4月7日にユナイテッド航空へ納入された。搭載されたエンジンはプラット・アンド・ホイットニー JT8D-1で、1基あたりの出力は14,000ポンドだった。事故機は適切な整備をうけており、事故時点での飛行時間は1,781時間であった。

### 乗員
機長は47歳の男性で、1941年7月に入社した。機長はボーイング727の他にボーイング707、ボーイング720、ダグラス DC-3、ダグラス DC-4、ダグラス DC-6、ダグラス DC-7での飛行資格があり、航空機関士としての資格も保有していた。ボーイング727での習熟度確認は1965年8月2日に行われていた。総飛行時間は17,743時間で、うち334時間が同型機によるものだった。
副操縦士は39歳の男性で、1955年9月22日に入社した。ボーイング727での習熟度確認は1965年9月2日に行われていた。総飛行時間は6,074時間で、うち84時間が同型機によるものだった。
航空機関士は28歳の男性で、1964年1月27日に入社した。総飛行時間は1,027時間で、うち166時間が同型機によるものだった。

## 事故の経緯
227便は、ニューヨークからクリーブランド、シカゴ、デンバー、ソルトレイクシティを経由してサンフランシスコへ向かう国内定期便だった。10時35分に227便はニューヨークを出発し、予定通りに飛行した。途中、デンバーで乗員の交代が行われた。16時54分、227便はデンバーを離陸し、巡航高度の31,000フィート (9,400 m)まで上昇した。操縦は機長が行っており、計器の監視は副操縦士が行っていた。
17時47分、管制官はパイロットに「ユナイテッド727、リバートン・ファン・マーカーの5マイル南でローカライザーを捕捉、ILSで滑走路34Lへの進入を許可（United seventy twenty seven ... five miles south of Riverton Fan Marker coming on localizer course cleared for ILS runway three four left approach.）」と伝えた。これに対して機長は、「OK、250に減速、高度10,000フィート (3,000 m)、現在滑走路を視認しています。キャンセルして他機を待ちます（Okay we're slowed to two fifty and we're at ten we have the runway in sight now, we'll cancel and standby with you for traffic.）」と返答した。17時49分、管制官は227便に着陸を許可した。
進入を開始した時点で、227便は通常よりも1,300フィート (400 m)高い位置を飛行していた。さらに227便は毎分2,000フィート (610 m)という高い降下率で降下していた。これは、通常の降下率の3倍に近かった。そのため、227便は通常の飛行経路を下方に逸脱し始めた。墜落の2分前、副操縦士はエンジン出力を上げようとしたが、機長は「まだだ（Not yet.）」と言い、副操縦士の手を払いのけた。墜落の約10秒前、機長は高度が低すぎることに気付いた。エンジンの出力が上げられたが、機体は滑走路から100m手前の地表に墜落した。

## 事故調査

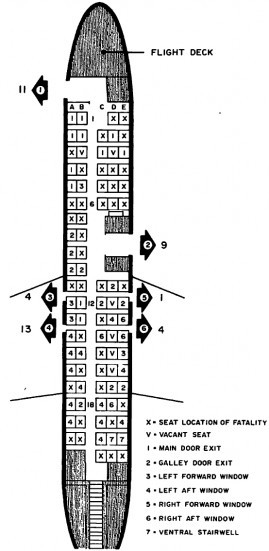
227便の座席表

民間航空委員会（CAB）が事故調査を行った。調査委員会は機長の経歴に注目した。1944年10月に機長としての飛行資格を得た。1960年11月からダグラスDC-8の移行訓練を行っていた。しかし、機長は合格できず、DC-6での操縦に戻った。
1962年5月、機長はボーイング720での訓練を受けて合格した。しかし、その後に行われた2度の習熟度確認に落ちていた。コメントによればILS進入時に不適切な操縦を行ったためだった。その後、機長は再試験を受けて合格した。ボーイング727での飛行資格は1965年に取得していたが、同型機での訓練の成績は大きくばらついていた。

### 事故原因
最終報告書では事故原因は機長が高い降下率に対して適切な操作を行わなかったことであるとされた。機長は着陸進入時に、適切な高度に機体を降下させるための360度旋回を行わなかった。機長は出力を適切に操作すれば高い降下率でも着陸でき、旋回は不要と考えたためだった。一方、副操縦士は旋回を行うかどうかは機長が判断するものだと考えていたため、実行しなかった。報告書では、ボーイング727の訓練内容の変更が推奨された。